# 스킵 제임스
스킵 제임스(Skip James, 1902년 6월 9일 혹은 9월~1969년 10월 3일)는 미국의 음악가이다. 본명은 네헤미아 커티스 제임스(Nehemiah Curtis James)다. 그는 영향력 있는 음악가로 평가받는다. 그의 음악가 생활은 대체로 무명이었지만 1964년에 재발견돼 활발한 활동을 펼쳤다.

## 전기

### 유년기~청소년기
그는 1902년 6월 9일 혹은 9월, 미시시피주 벤토니아 근처에 있는 우드바인 플렌테이션에서 에디 D. 제임스와 필리스 존스의 외동아들로 태어났다. 그의 어머니는 우드바인 플렌테이션의 부유한 집의 요리사, 베이비시터로 일했다. 그의 아버지는 밀매업자로 일했는데, 지명수배 되어 1907년 혹은 그 쯤 벤토니아를 떠나면서 그와 어머니만 남겨지게 된다. 어머니는 바빴고 그는 조부모에 의해 길러졌다. 그는 어렸을 때 조부모를 위해 소를 돌봤다.
그는 사교 모임에서 춤추는 것을 좋아해서 어린 시절 스키피(Skippy)란 별명을 얻었다. 그는 어렸을 때부터 음악에 관심을 보였고 12살 때 어머니의 주선으로 학교에서 피아노를 배웠다. 같은 때 어머니는 그에게 2.50달러의 그 생애 첫 기타를 사주었다. 그는 교회에서 피아노를 연주했고 주크 조인트에서 세속적인 음악을 접했다. 그는 자신의 음악적 재능을 본인이 존경하던 아버지에게서 얻었다고 생각했다.
그는 12살에 어머니와 미시시피 델타의 시돈으로 이사했다. 그곳에서 어머니와 아버지는 재결합했으나 이는 짧았다. 그는 훗날 아버지가 자신을 벨트로 몇 대 때렸다고 회상했다. 1916년엔 1년 간 가출했다가 어머니가 살고 있던 벤토니아로 돌아왔다. 그는 1917년, 그곳에 있던 음악가인 헨리 스터키(Henry Stuckey)를 관찰하며 기타를 학습하기 시작했다.
그는 벤토니아에서 고등학교를 다녔고 주말에는 제제소에서 일했다. 고등학교에서 그는 피아노와 약간의 음악 이론을 배웠다. 그는 1919년에 고등학교를 중퇴했다. 본인은 말년에 자신이 고등학교를 졸업했다고 주장했지만 그의 스승인 헨리 스터키는 이에 냉소했다.

### 1919년~녹음 이전
고등학교 중퇴 후 그는 벤토니아를 떠나 미시시피주와 아칸소주의 다양한 곳에서 노동자로 일했다. 그는 일하면서 백인, 흑인 가리지 않고 댄스홀에서 피아노를 연주하기도 했다. 그는 1920~21년 동안 델타 주변의 제방과 목재 관련 일을 했는데, 목재 관련 일을 하는 동안 그는 그의 첫 번째 곡 'Illinois Blues'를 작곡했다. 주말에는 돈을 벌기 위해 드류, 루이즈, 벨조니와 같은 인근 마을에서 기타를 연주했다. 그는 1923년까지 웨오나에 머물며 피아니스트로 활동하다 한 여성과의 갈등으로 멤피스로 떠났다. 이후 그는 싼 술집에서 정기적으로 공연했다. 1920년대 중반에 그는 블루스 음반들을 들으며 그 시대의 인기곡을 배우고 본인의 방식으로 승화시키려 했다.
그는 1924년경 헨리 스터키에게 가르침을 받았다. 그는 1924년 벤토니아로 돌아와 스터키와 활동하면서 소작인, 도박꾼, 밀매업으로 생계를 이어갔다. 그는 당시 대부분의 흑인들이 하던 일인 목화 따기는 하지 않았다. 그는 1920년대에 지역적인 명성을 얻어갔으며 성직자의 딸인 16세의 오셀라 로빈슨과 결혼도 했다. 1929년엔 조니 템플(Johnnie Temple)이란 제자를 두게 된다. 그들은 잭슨에서 만난 바 있다. 그는 나중에 그를 두고 '노래를 마스터하려면 2~3일은 걸리는 멍청이'라고 폄하했지만 그와 친구로 남았다. 그는 템플을 조수로 두면서 잭슨에서 블루스 가수가 되길 원하는 사람들을 위한 음악 학교를 운영했고 기타, 피아노, 바이올린 수업을 하면서 돈을 챙겼다. 그는 제자들을 두고 두툼한 머리의 흑인들이라 폄하했으며, 그의 제자들도 몇 번의 형식적인 수업을 치르고 자퇴하는 편이었다.
그는 1929년경에 배우자 로빈슨과 댈러스로 이주했다. 그들은 휘슬링 조의 카주 밴드에서 활동했다. 그러나 로빈슨이 제1차 세계 대전 참전 용사에게 빠지며 결혼 생활은 곧 끝났고 그는 자살과 보복 사이에서 고민하다가 낙심한 채 벤토니아로 돌아왔다. 이로 인해 그는 긴 시간 결혼하지 않았고 여성을 불신하게 된다. 그는 돌아오면서 자신이 폭력적인 죽음을 당했다는 소문을 들었다. 그는 1924년경 아칸소주에서 돌아올 때도 같은 얘기를 들었다고 말했다. 그는 결혼 생활이 파탄난 후 템플과 있으면서 로빈슨을 생각하며 하루 종일 취한 상태로 지냈다. 그는 1930년엔 라이트닝 홉킨스를 만나서 잭슨에서 1주일 간 함께했다. 홉킨스는 이 기간에 대해 도박을 했다고 말했으나 제임스는 기타에 대한 조언을 해줬다고 주장했다.

### 녹음
그는 1927년 오케 레코드 스카우트에 의해 녹음 세션을 가지게 됐다. 그러나 (헨리 스터키의 말에 따르면) 이는 제임스의 질병으로 인해 무산됐다. 이후 1931년 초, 잭슨에서 음반 가게 주인이자 탤런트 스카우트인 H. C. 스피어(H. C. Speir)의 오디션을 치르고 위스콘신주 그래프턴으로 가게 됐다. 그는 1931년 2월경 그곳에서 솔로로 19곡을 녹음했다. 이 중 1개는 시험 녹음이며, 시험 녹음을 제외한 모든 곡은 현존하는 사본이 10개 이하다.
그는 이 녹음을 두고 “26곡을 만들었는데 8곡은 기타로, 나머지는 피아노로 만들었다. (중략) 그게 날 낙담하게 만들었다.”고 말했다.

### 녹음 이후
그의 곡은 상업적 실패로 끝났다. 1931년 말 혹은 1932년 초 스페어는 그가 녹음하도록 설득했다. 그러나 그는 대공황 시기에 음악으로 생계를 꾸릴 생각도 없어졌고, 음반을 막 만들었을 때 침례교 목사로 살던 아버지를 만나며 그와 같이 개신교에 귀의했기에 거절했다. 그는 1932년에 댈러스로 가서 그의 아버지와 함께 했고 주빌리 음악 그룹을 결성했다. 그는 10년 동안 이 그룹으로 아버지의 교회에서 복음성가를 연주했으며 1942년에 감리교회 목사가 되었다. 1943년엔 침례교로 돌아왔고 설교하며 남부를 돌아다녔다.
그는 1935년까지 댈러스에 머물렀고 1937년 앨라배마주 셀마로 이사했다. 같은 해 그는 케이지 브라더스란 인물에 의해 고용된 상태였다. 그는 1940년대 초, 버밍햄에서 노동자로 일하고 있었다. 그는 그곳에서 2번째 아내 메이블을 만났다. 그는 1948년에 벤토니아로 돌아와 신생 카페인 블루 프론트 카페에서 가끔 공연했으나 그의 스타일은 이미 뒤떨어졌다는 취급을 받았다. 그는 1953년에 멤피스로 이사했고, 이후 미시시피주 튜니카로 가서 잡일을 했다. 그는 나중에 멤피스와 튜니카군에서 살았다.

### 재발견~사후
1964년 6월, 튜니카군에 있는 튜니카군 병원에서 존 파헤이, 빌 바스, 헨리 베스틴에 의해 재발견되었다. 그는 설득을 받아 음악 활동을 재개하기로 한다. 스티븐 칼트는 비슷한 시기에 그와 선 하우스(Son House)가 재발견된 것이 블루스 재조명의 시작이었다고 기술했다. 그는 1964년 7월, 그는 다른 음악가들과 함께 뉴포트 포크 페스티벌에 출연했다. 이후 그는 타코마 레코드, 멜로디언 레코드, 뱅가드 레코드에서 녹음했고 다양한 활동을 했다. 그는 1966년 필라델피아로 이주했고 그의 3번째 아내 로렌조와 살았다.
크림은 그의 곡 'I'm So Glad'를 커버한 바 있었다. 이 곡은 100만장이 팔리는 큰 성공을 거뒀다. 그는 크림에게 10,000 달러에 달하는 로열티를 받아 연이은 파산 문제를 해결했지만 이 버전에 비판적이었다. 그는 병으로 인해 결국 은퇴했다. 이후 1969년 10월 3일, 필라델피아의 펜실베이니아 대학교 병원에서 암으로 숨졌다. 사후 그의 팬들이 매장 비용을 위한 모금 운동을 벌였고 그는 펜실베이니아에 있는 메리언 묘지에 안장됐다.
그는 1992년 블루스 명예의 전당에 입성했으며, 미시시피 블루스 위원회에서 벤토니아에 그의 기념비를 세웠다. 2002년엔 블라인드 윌리 존슨, J. B. 리노이어(J. B. Lenoir), 그의 음악과 삶을 다룬 빔 벤더스 감독의 'The Soul of a Man'이 제작됐다. 그의 'Hard Time Killing Floor Blues'는 영화 오 형제여 어디에 있는가의 사운드 트랙에 앨범에 포함되었다. 2020년에는 그의 노래 'Devil Got My Woman'이 그래미 명예의 전당에 헌액되었다.

### 성격
그는 냉담하고 변덕스러운 것으로 묘사되었다. 그는 그가 음악적으로 한 것을 공유하려 하지 않았고 자신의 천재성을 확신했다. 딕 워터만은 “자존심이 강하고 칭찬 받기를 좋아했으며, 그와 가장 잘 지내는 방법은 그에게 아첨하며 그가 얼마나 대단한지 말하는 것이었다.”고 말했다.

## 영향력
그는 다루는 곡 범위는 좁은 편에 속했으나 후대 블루스 음악가들에게 강한 영향력을 행사했다. 그는 벤토니아 계파의 대표적인 인물로 여겨지며 벤토니아 기반 스타일의 블루스를 하는 음악가들에게 반향을 일으켰다. 또한 그의 음반은 실패했으나 당시의 인물(로버트 존슨 등)에게도 영향을 주었다.

## 음반

### 1931년
1931년 2월경, 위스콘신주 그래프턴에서 솔로로 녹음한 곡이다. 1944년 혹은 1948년일 수도 있는 시기에 시험 녹음한 'Little Cow And Calf Is Gonna Die Blues'가 발매됐다.
| A-side                          | B-side                                        |
| ------------------------------- | --------------------------------------------- |
| "Cherry Ball Blues"             | "Hard Time Killing Floor Blues"               |
| "22-20 Blues"                   | "If You Haven't Any Hay Get on Down the Road" |
| "Illinois Blues"                | "Yola My Blues Away"                          |
| "How Long 'Buck'"               | "Little Cow and Calf Is Gonna Die Blues"      |
| "Devil Got My Woman"            | "Cypress Grove Blues"                         |
| "I'm So Glad"                   | "Special Rider Blues"                         |
| "Four O'Clock Blues"            | "Hard Luck Child"                             |
| "Jesus Is a Mighty Good Leader" | "Be Ready When He Comes"                      |
| "Drunken Spree"                 | "What Am I to Do"                             |

### 재발견 이후
- Greatest of the Delta Blues Singers (멜로디언, 바이오그래프, 1964)
- She Lyin' (아델피, 1964; first released by Genes, 1996)
- Today! (뱅가드, 1966)
- Devil Got My Woman (뱅가드, 1968)